# Joe Cole
Joseph John Cole (sinh ngày 8 tháng 11 năm 1981) là một cựu cầu thủ bóng đá chuyên nghiệp người Anh đã giải nghệ. Anh là một cầu thủ thuận chân phải nhưng có khả năng chơi tốt ở cả hai cánh và cả vị trí tiền vệ tấn công. Điểm nổi bật của anh là kỹ thuật đi bóng, rê dắt bóng và khả năng sút tốt cả hai chân.

## Sự nghiệp câu lạc bộ
Joe Cole sinh ngày 8 tháng 11 năm 1981 tại Paddington, thành phố Luân Đôn. Anh là sản phẩm từ lò đào tạo của câu lạc bộ West Ham United F.C. và đây cũng là câu lạc bộ đầu tiên trong sự nghiệp của anh. Anh được xem là một tài năng trẻ đầy triển vọng ngay khi mới 16 tuổi và đã nhận được nhiều lời đề nghị từ các câu lạc bộ trong đó có Manchester United. Năm 17 tuổi, anh chính thức trở thành cầu thủ chuyên nghiệp dưới màu áo West Ham United. Năm 19 tuổi, anh trở thành đội trưởng câu lạc bộ. Năm 2002, anh được gọi vào đội tuyển Anh tham gia World Cup 2002 tại Hàn Quốc và Nhật Bản nhưng cùng năm đó West Ham United bị xuống hạng.

### Chelsea

#### 2003/2004
Joe Cole chuyển đến Chelsea vào năm 2003 sau khi Roman Abramovich lên làm chủ tịch đội bóng và thực hiện hàng loạt vụ chuyển nhượng với nhiều ngôi sao. Giá chuyển nhượng của anh là 6,6 triệu bảng Anh. Tuy nhiên vì không được huấn luyện viên Chelsea, lúc đó là Claudio Ranieri, tin dùng nên Joe Cole thi đấu không thành công ở mùa bóng 2003/2004 mặc dù đã cùng Chelsea vào đến bán kết Champion League và hạng nhì giải Premier League.

#### 2004/2005
Sau mùa bóng 2003/2004 không thành công, Chelsea thay đổi huấn luyện viên Claudio Ranieri bằng huấn luyện viên người Bồ Đào Nha Jose Mourinho. Dưới sự dẫn dắt của Jose Mourinho, Joe Cole hoàn toàn lột xác so với mủa bóng trước bằng một phong độ tuyệt vời khi được ông Mourinho đẩy ra hai cánh để thay thế Arjen Robben bị chấn thương dài hạn. Ở mùa bóng 2004/2005, Joe Cole đã cùng Chelsea giành được danh hiệu Premier League sau hơn 50 năm chờ đợi, cúp Liên Đoàn Anh và lọt vào đến bán kết Champion League trước khi bị loại bởi Liverpool F.C.. Kết thúc mùa giải, Joe Cole trở thành một trong những cầu thủ thi đấu tốt nhất của Chelsea mùa giải 2004/2005 và anh đã ghi được 10 bàn thắng cho Chelsea trong mùa giải này.

#### 2005/2006
Sự xuất hiện của tiền vệ Shaun Wright-Phillip đã khiến Joe Cole và những cầu thủ chạy cánh khác trong đội hình hiện tại Chelsea như Arjen Robben, Damien Duff phải cạnh tranh quyết liệt cho việc được ra sân chính thức. Nhờ thế mà mùa bóng 2005/2006 Joe Cole đã thi đấu rất ấn tượng và được xem như cầu thủ thi đấu sáng tạo nhất trong đội hình Chelsea. Mặc dù Chelsea sớm bị loại ở Champion Legue bởi Barcelona FC nhưng ở giải trong nước, Joe Cole đã giúp Chelsea bảo vệ thành công danh hiệu vô địch Premier League với việc góp công lớn vào chiến thắng 3-0 trước Manchester United khi ghi bàn thắng nâng tỉ số 2-0. Cuối mùa giải, Joe Cole được đưa vào đội hình tiêu biểu của mùa giải 2005/2006 và gia hạn hợp đồng thêm 4 năm với Chelsea.

#### 2006/2007
Bị chấn thương trong chuyến du đấu tại Mỹ nên Joe Cole phải nghỉ thi đấu 3 tháng đầu mùa giải 2006/2007 và 4 trận vòng loại Euro 2008 của đội tuyển Anh. Joe Cole trở lại đội hình chính vào ngày 14/10/2006 trong trận đấu gặp Reading và ghi bàn thắng đầu tiên vào lưới Blackburn Rovers tại cúp Liên Đoàn Anh. Tuy nhiên, trong tháng 1 năm 2007, anh phải tham gia giải phẫu vì gãy xương bàn chân vào cuối năm 2006. Mặc dù anh phát biểu trong một phỏng vấn ngày 30/1 trên website của Chelsea là anh ta không thể đưa ra một thời khoá biểu cho sự trở lại của anh ấy, bác sĩ Bryan của câu lạc bộ phát biểu ngày 24/2/2007 ý định hy vọng anh sẽ trở lại vào tháng 4 năm 2007 để giáp mặt Valencia FC vào vòng tứ kết Champion League 2006-2007. Trở lại từ chấn thương ở cuối mùa giải, Joe Cole đã thay thế vị trí Arjen Robben đang chấn thương và phải nghỉ hết mùa giải. Anh đã ghi bàn thắng vào lưới Liverpool ở trận lượt đi bán kết Champion League nhưng cuối cùng Chelsea để thua Liverpool trong những loạt sút luân lưu. Sau đó, Chelsea mất luôn danh hiệu vô địch Premier League về tay Manchester United. Tuy nhiên, cuối mùa giải, Chelsea giành được FA Cup thứ tư trong lịch sử câu lạc bộ.

#### 2007/2008
Mùa giải 2007/2008 là một mùa giải đáng nhớ với Joe Cole. Anh ghi những bàn thắng duy nhất của trận đấu vào lưới West Ham và Blackburn Rovers tại Premier League đem về 6 điểm cho Chelsea. Ngày 23 tháng 1 năm 2008, tại bán kết League Cup, Cole ghi 1 bàn thắng đẹp giúp Chelsea đánh bại Everton vào chung kết. Ngày 20 tháng 3, trong trận hòa Tottenham 4-4 tại Giải Ngoại hạng, Joe Cole cũng ghi được 2 bàn và trở thành cầu thủ xuất sắc nhất trận đấu. Anh cũng xuất hiện trong trận chung kết UEFA Champions League gặp Manchester United tuy nhiên Chelsea đã thất bại trong loạt sút luân lưu.
Kết thúc mùa giải, Cole ghi được 10 bàn. Anh được người hâm mộ Chelsea bầu chọn là Cầu thủ xuất sắc nhất trong năm.

#### 2009/2010
Do chấn thương, anh không thi đấu được nhiều trận. Tuy nhiên anh vẫn ghi được một số bàn thắng, trong đó có bàn quan trọng nhất là bàn mở tỉ số trận lượt về với Manchester United tại Old Trafford, giúp Chelsea có trận thắng quyết định 2-1 để giành chức vô địch cuối mùa giải.

### Liverpool
Vào ngày 20 tháng 7 năm 2010, Joe Cole bất ngờ ký hợp đồng có thời hạn 4 năm với Liverpool cùng mức lương 90.000 bảng một tuần sau khi hoàn tất buổi kiểm tra sức khoẻ ở Thụy Sĩ, nơi đội bóng đang tập luyện. Đây là bản hợp đồng thứ hai của Roy Hodgson từ khi ông chuyển tới Liverpool.
Tại Liverpool, Joe Cole khoác áo số 10. Ngay trong trận đầu tiên đầu mùa bóng 2010-2011 với Arsenal, anh đã bị thẻ đỏ truất quyền thi đấu do phạm lỗi thô bạo với Laurent Koscielny ở cuối hiệp 1.
Tuy không được thi đấu nhiều nhưng anh cũng để lại một số dấu ấn và ghi một số bàn thắng. Tại đấu trường châu Âu, anh xuất hiện ngày 5.8.2010 trong cuộc đấu với Rabotnicki ở giải UEFA Europa League, hỗ trợ bàn mở tỉ số của David Ngog (trận này thắng 2-0). Trận đầu anh thi đấu dưới thời HLV Dalglish là trận hòa 0-0 với Sparta Prague.

## Đội tuyển Anh
Joe Cole được gọi vào đội tuyển Anh để tham dự World Cup 2002 và Euro 2004 nhưng không được ra sân mà chỉ ngồi ghế dự bị.
Năm 2005, Joe Cole đảm nhận vai trò tiền vệ cánh trái của đội tuyển Anh trong suốt vòng loại World Cup 2006 và cùng đội tuyển Anh giành vé đến Đức dự World Cup 2006 với vị trí nhất bảng 7.
Tại World Cup 2006, Joe Cole ghi được một bàn thắng trong trận gặp Thụy Điển tuy nhiên đội tuyển Anh bị loại ở tứ kết trước Bồ Đào Nha.
Tại vòng loại Euro 2008, thất bại của đội tuyển Anh trước đội tuyển Nga và đội tuyển Croatia khiến đội tuyển Anh chỉ xếp hạng 3 chung cuộc khi vòng loại kết thúc. Điều đó đồng nghĩa Joe Cole và nhiều đồng đội trong câu lạc bộ Chelsea như Frank Lampard và John Terry không thể tham dự Euro 2008.
Ngày 31 tháng 5 năm 2010, Joe Cole đã được huấn luyện viên Fabio Capello chọn vào danh sách 23 cầu thủ Anh tham dự World Cup 2010 tại Nam Phi. Hai trận đấu đầu tiên với Mỹ và Algeria, anh đã không được ra sân. Đến trận cuối cùng vòng bảng với Slovenia, Cole vào sân ở phút 70 thay thế Wayne Rooney. Trong trận thua đội tuyển Đức 1-4 tại vòng 2, anh vào sân thay cho James Milner ở phút 64.

## Danh hiệu
West Ham
- Cúp Intertoto: 1999

Chelsea
- Premier League: 2004-05, 2005-06, 2009-10
- Cúp FA: 2007, 2009, 2010
- Cúp Liên đoàn bóng đá Anh: 2004-05, 2006–07
- Siêu cúp Anh: 2005-06, 2009–10

Cá nhân
- Cầu thủ xuất sắc nhất West Ham United: 2003
- Đội hình tiêu biểu trong năm của PFA: 2006
- Cầu thủ Chelsea xuất sắc nhất năm: 2008
- Cầu thủ xuất sắc nhất Premier League: Tháng 3/2005[13]